# Bryce Dejean-Jones
Bryce Dejean-Jones, né le 21 août 1992 à Los Angeles en Californie et mort le 28 mai 2016 à Dallas au Texas, est un joueur américain de basket-ball. Il évoluait au poste d'arrière. 

## Biographie

### Carrière professionnelle

#### Stampede de l'Idaho (2015-2016)
Non-sélectionné lors de la draft 2015 de la NBA, il est recruté en NBA par les Pelicans de La Nouvelle-Orléans pour participer à la NBA Summer League de Las Vegas où il a des moyennes de 12,8 points en six matches. Le 20 août 2015, il signe avec les Pelicans mais il est libéré le 24 octobre après avoir disputé sept matches de présaison. Le 13 décembre, il est choisi par le Stampede de l'Idaho en D-League. Il fait ses débuts professionnels le 19 décembre lors de la victoire 117 à 107 contre les Warriors de Santa Cruz, match qu'il termine avec 15 points, 3 rebonds, 4 passes décisives et 1 interception en 21 minutes de jeu.

#### Pelicans de La Nouvelle-Orléans (2016)
Le 21 janvier 2016, Dejean-Jones signe un contrat de dix jours avec les Pelicans de La Nouvelle-Orléans. Le 28 janvier, après quatre matches avec l'équipe, il est titularisé au poste d'arrière à la place de Tyreke Evans, blessé. En 34 minutes de jeu, il termine avec 14 points, 2 rebonds, 2 passes décisives, 2 interceptions et 1 contre, et permet aux Pelicans de battre les Kings de Sacramento 114 à 105. Le 1er février, il signe un second contrat de dix jours et continue à être titulaire avec les Pelicans en raison de la blessure d'Evans. Le 4 février, il réalise son meilleur match de la saison avec 17 points et 9 rebonds dans la défaite 99 à 96 chez les Lakers de Los Angeles. Le 19 février, il signe un contrat de trois ans avec les Pelicans,. Une semaine plus tard, il doit mettre un terme à sa saison en raison d'une fracture au poignet droit.

### Décès
Il est tué à Dallas d'une balle dans l'abdomen le 28 mai 2016,,. D’après le rapport de police, Bryce Dejean-Jones a été abattu par l'occupant d'un appartement après s’être introduit par erreur dans celui-ci. Bryce Dejean-Jones aurait tenté de s’introduire dans l'appartement de son ex-petite amie mais se serait trompé d’appartement.

## Statistiques

### Universitaires
Les statistiques en matchs universitaires de Bryce Dejean-Jones sont les suivantes :
| Saison    | Équipe     | Matchs | Titul. | Min./m | % Tir | % 3pts | % LF | Rbds/m. | Pass/m. | Int/m. | Ctr/m. | Pts/m. |
| --------- | ---------- | ------ | ------ | ------ | ----- | ------ | ---- | ------- | ------- | ------ | ------ | ------ |
| 2010-2011 | USC        | 18     | 10     | 20,6   | 37,9  | 34,5   | 63,9 | 2,61    | 1,56    | 1,11   | 0,06   | 7,61   |
| 2012-2013 | UNLV       | 35     | 29     | 26,0   | 41,3  | 34,7   | 72,8 | 4,43    | 2,34    | 0,94   | 0,26   | 10,26  |
| 2013-2014 | UNLV       | 31     | 26     | 27,4   | 42,7  | 32,3   | 64,3 | 3,68    | 2,97    | 0,71   | 0,29   | 13,61  |
| 2014-2015 | Iowa State | 33     | 21     | 23,0   | 47,6  | 32,9   | 72,2 | 4,70    | 2,12    | 1,06   | 0,30   | 10,55  |
| Total     |            | 117    | 86     | 24,7   | 42,9  | 33,6   | 68,4 | 4,03    | 2,32    | 0,94   | 0,25   | 10,82  |

### Professionnelles

#### Saison régulière (NBA)
| Saison    | Équipe      | Matchs | Titul. | Min./m | % Tir | % 3pts | % LF | Rbds/m. | Pass/m. | Int/m. | Ctr/m. | Pts/m. |
| --------- | ----------- | ------ | ------ | ------ | ----- | ------ | ---- | ------- | ------- | ------ | ------ | ------ |
| 2015-2016 | New Orléans | 14     | 11     | 19,9   | 40,6  | 37,5   | 52,4 | 3,43    | 1,07    | 0,71   | 0,14   | 5,64   |
| Total     |             | 14     | 11     | 19,9   | 40,6  | 37,5   | 52,4 | 3,43    | 1,07    | 0,71   | 0,14   | 5,64   |

#### Saison régulière (D-League)
| Saison    | Équipe | Matchs | Titul. | Min./m | % Tir | % 3pts | % LF | Rbds/m. | Pass/m. | Int/m. | Ctr/m. | Pts/m. |
| --------- | ------ | ------ | ------ | ------ | ----- | ------ | ---- | ------- | ------- | ------ | ------ | ------ |
| 2015-2016 | Idaho  | 9      | 7      | 31,3   | 42,7  | 33,9   | 80,4 | 5,11    | 2,22    | 2,00   | 0,22   | 19,22  |
| Total     |        | 9      | 7      | 31,3   | 42,7  | 33,9   | 80,4 | 5,11    | 2,22    | 2,00   | 0,22   | 19,22  |

## Records sur une rencontre
Les records personnels de Bryce Dejean-Jones, officiellement recensés par la NBA sont les suivants :
| Type de statistique        | Saison régulière (NBA) | Saison régulière (NBA)                       | Saison régulière (NBA)          | Saison régulière (D-League) | Saison régulière (D-League)                            | Saison régulière (D-League)      |
| Type de statistique        | Record                 | Adversaire                                   | Date                            | Record                      | Adversaire                                             | Date                             |
| -------------------------- | ---------------------- | -------------------------------------------- | ------------------------------- | --------------------------- | ------------------------------------------------------ | -------------------------------- |
| Points                     | 17                     | Lakers de Los Angeles                        | 4 février 2016                  | 23                          | Vipers de Rio Grande Valley @ D-Fenders de Los Angeles | 14 janvier 2016 18 janvier 2016  |
| Paniers marqués            | 6                      | Lakers de Los Angeles                        | 4 février 2016                  | 10                          | @ D-Fenders de Los Angeles                             | 18 janvier 2016                  |
| Paniers tentés             | 12                     | Kings de Sacramento                          | 28 janvier 2016                 | 18                          | 3 fois                                                 |                                  |
| Paniers à 3 points réussis | 3                      | Kings de Sacramento                          | 28 janvier 2016                 | 4                           | Blue d'Oklahoma City                                   | 27 décembre 2015                 |
| Paniers à 3 points tentés  | 6                      | Kings de Sacramento                          | 28 janvier 2016                 | 11                          | Blue d'Oklahoma City                                   | 27 décembre 2015                 |
| Lancers francs réussis     | 4                      | Lakers de Los Angeles                        | 4 février 2016                  | 7                           | @ Jam de Bakersfield                                   | 4 janvier 2016                   |
| Lancers francs tentés      | 8                      | Lakers de Los Angeles                        | 4 février 2016                  | 9                           | Warriors de Santa Cruz                                 | 12 janvier 2016                  |
| Rebonds offensifs          | 3                      | Grizzlies de Memphis                         | 1er février 2016                | 3                           | Blue d'Oklahoma City @ Jam de Bakersfield              | 27 décembre 2015 4 janvier 2016  |
| Rebonds défensifs          | 8                      | Lakers de Los Angeles                        | 4 février 2016                  | 8                           | Blue d'Oklahoma City                                   | 27 décembre 2015                 |
| Rebonds totaux             | 9                      | Nets de Brooklyn Lakers de Los Angeles       | 30 janvier 2016 4 février 2016  | 11                          | Blue d'Oklahoma City                                   | 27 décembre 2015                 |
| Passes décisives           | 2                      | 5 fois                                       |                                 | 4                           | @ Warriors de Santa Cruz @ D-Fenders de Los Angeles    | 19 décembre 2015 18 janvier 2016 |
| Interceptions              | 2                      | 3 fois                                       |                                 | 3                           | 3 fois                                                 |                                  |
| Contres                    | 1                      | Kings de Sacramento @ Wizards de Washington  | 28 janvier 2016 23 février 2016 | 2                           | Charge de Canton                                       | 6 janvier 2016                   |
| Balles perdues             | 3                      | @ Spurs de San Antonio 76ers de Philadelphie | 3 février 2016 19 février 2016  | 4                           | Mad Ants de Fort Wayne @ D-Fenders de Los Angeles      | 6 janvier 2016 18 janvier 2016   |
| Minutes jouées             | 43                     | Lakers de Los Angeles                        | 4 février 2016                  | 37                          | @ D-Fenders de Los Angeles                             | 18 janvier 2016                  |

- Double-double : 1 en D-League, aucun en NBA.
- Triple-double : aucun.